# A Tale of a Turk
A Tale of a Turk è un cortometraggio muto del 1916 scritto e diretto da William Beaudine.

## Produzione
Il film fu prodotto dall'Universal Film Manufacturing Company.

## Distribuzione
Distribuito dall'Universal Film Manufacturing Company, il film - un cortometraggio di una bobina - uscì nelle sale cinematografiche statunitensi il 30 dicembre 1916.